# La Bastide-d’Engras
La Bastide-d’Engras (okzitanisch: La Bastida d’En Gras) ist eine französische Gemeinde mit 204 Einwohnern (Stand: 1. Januar 2022) im Département Gard in der Region Okzitanien. Sie gehört zum Arrondissement Nîmes und zum Kanton Uzès.

## Geografie
La Bastide-d’Engras liegt etwa 31 Kilometer nordnordöstlich von Nîmes und etwa 31 Kilometer östlich von Alès. 
Die Nachbargemeinden von La Bastide-d’Engras sind Saint-Laurent-la-Vernède im Norden und Westen, Cavillargues im Nordosten, Pougnadoresse im Osten, Vallabrix im Süden sowie Saint-Quentin-la-Poterie im Südwesten.

## Bevölkerungsentwicklung
| Jahr                       | 1962 | 1968 | 1975 | 1982 | 1990 | 1999 | 2006 | 2017 |
| -------------------------- | ---- | ---- | ---- | ---- | ---- | ---- | ---- | ---- |
| Einwohner                  | 134  | 133  | 123  | 123  | 134  | 171  | 211  | 196  |
| Quellen: Cassini und INSEE |      |      |      |      |      |      |      |      |

## Sehenswürdigkeiten

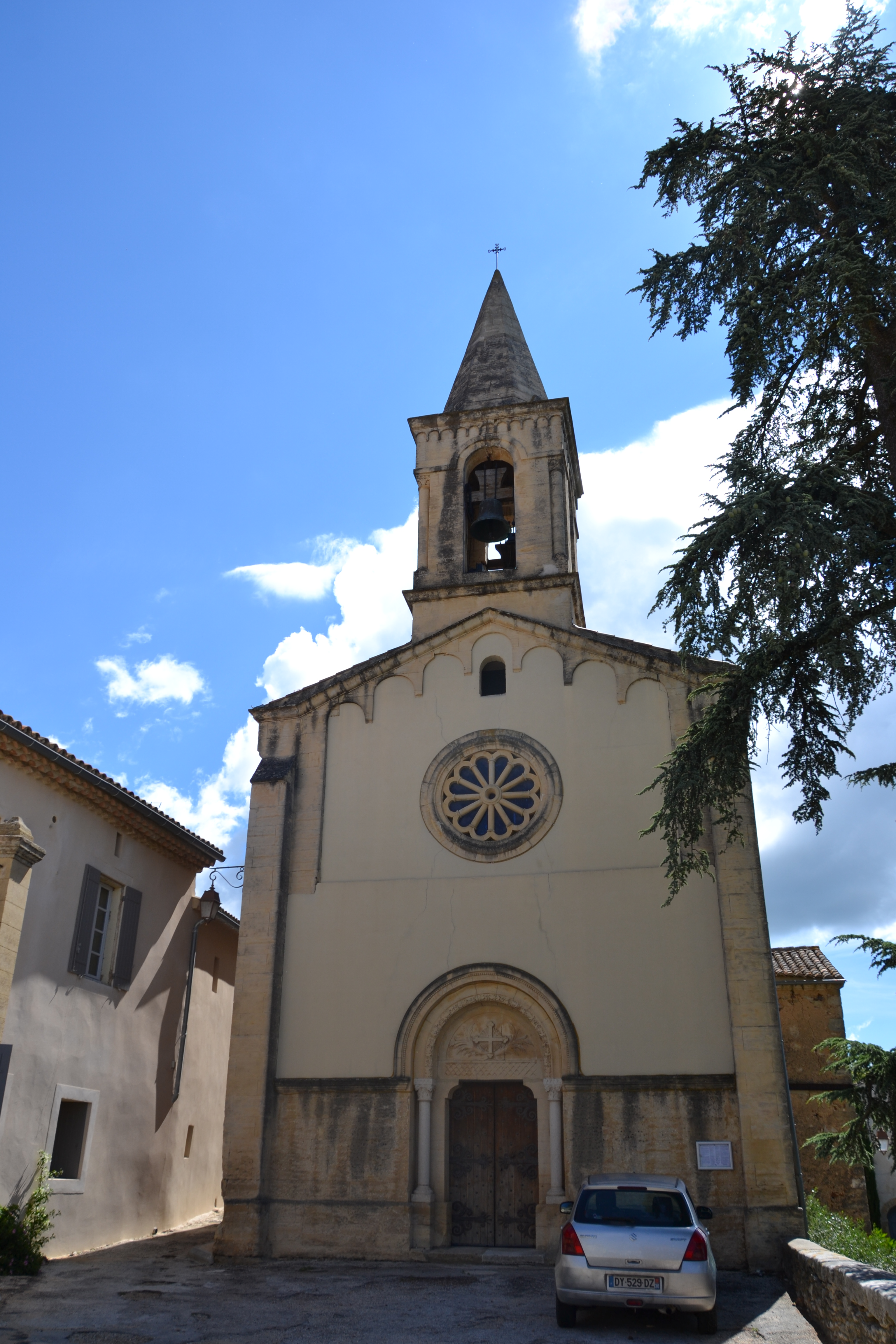
Kirche
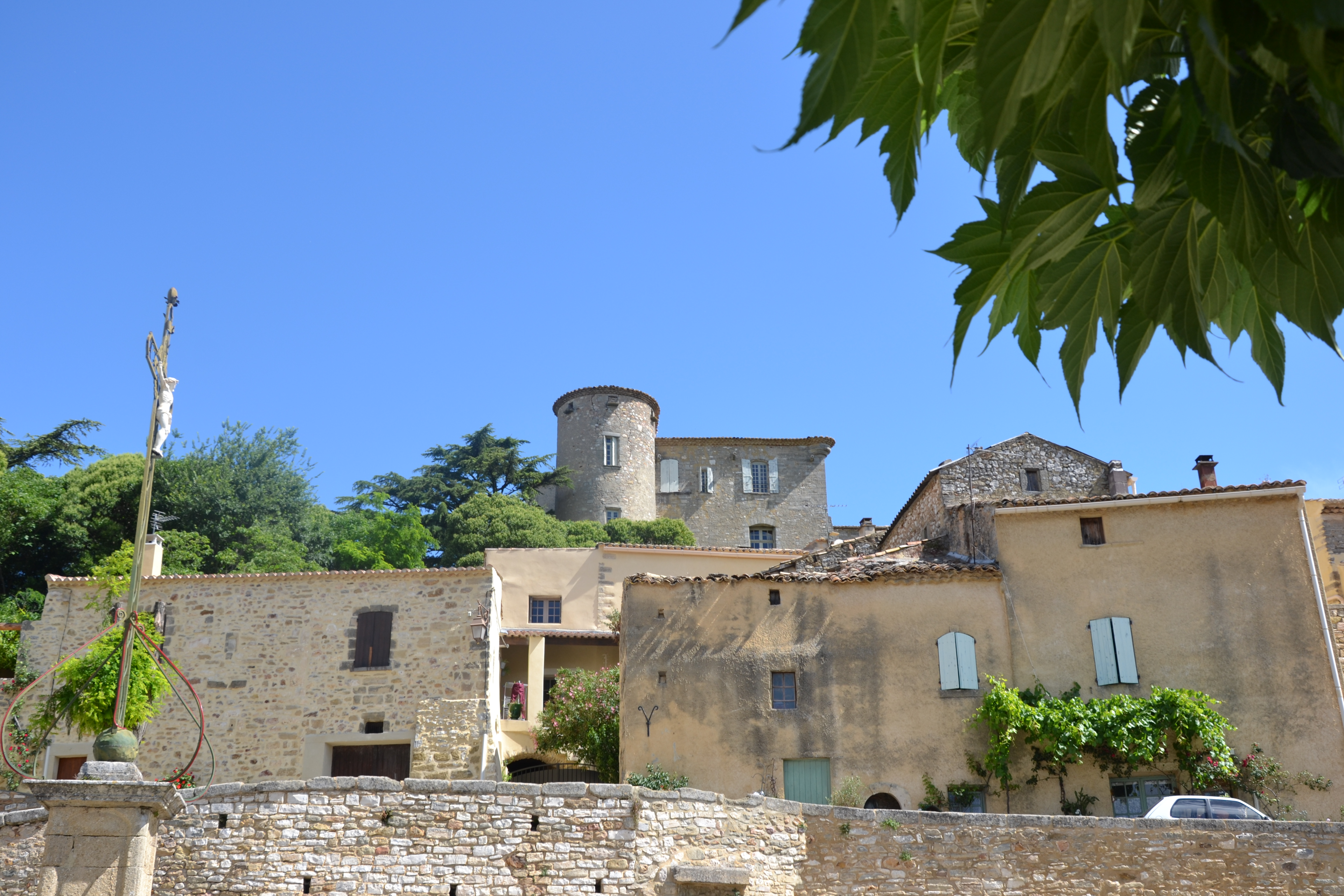
Blick auf das Schloss

- Kapelle Saint-Jean in Orgerolles aus dem 15. Jahrhundert
- orthodoxes Nonnenkloster Solan
- Ortsbefestigung
- Schloss
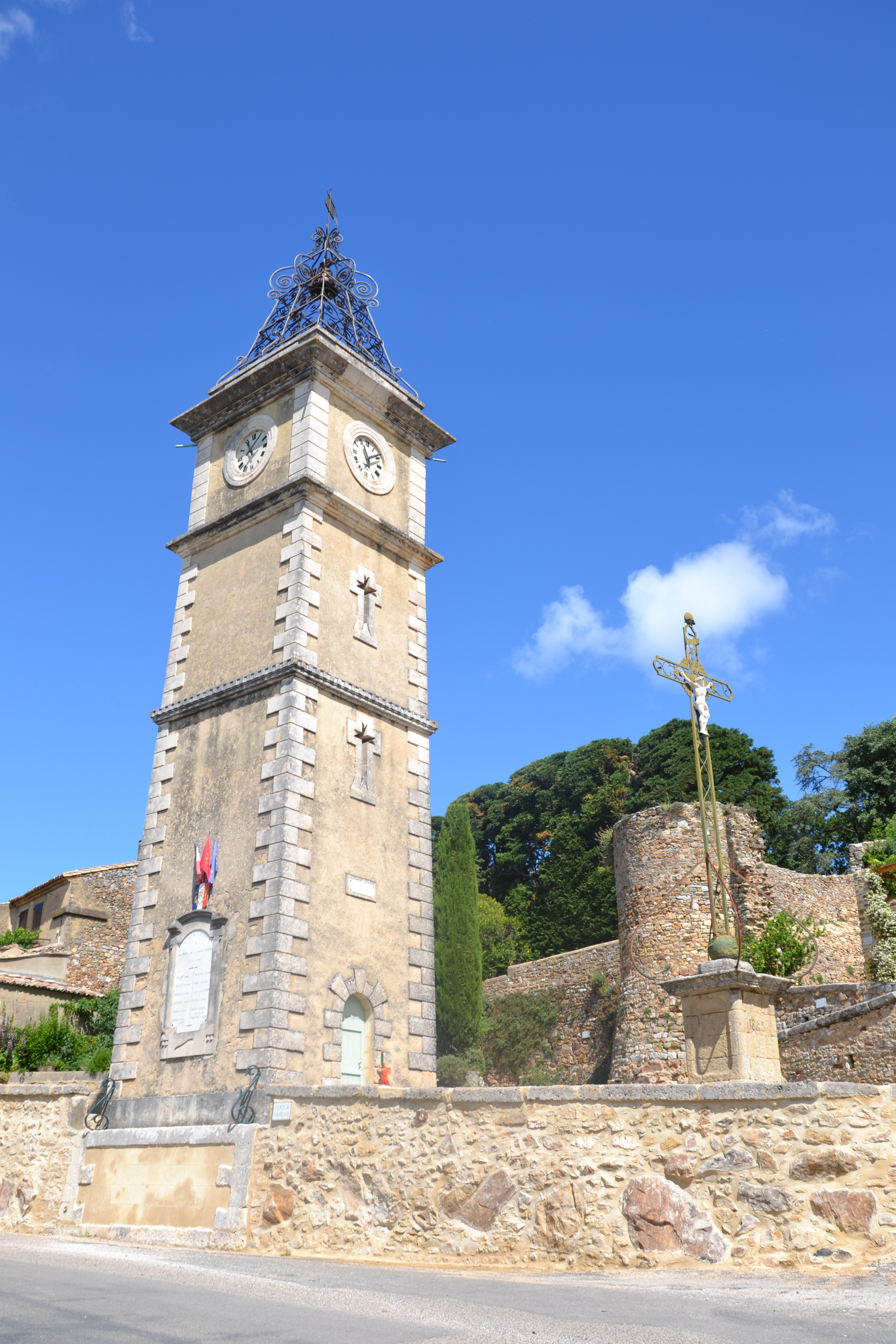
Uhrenturm
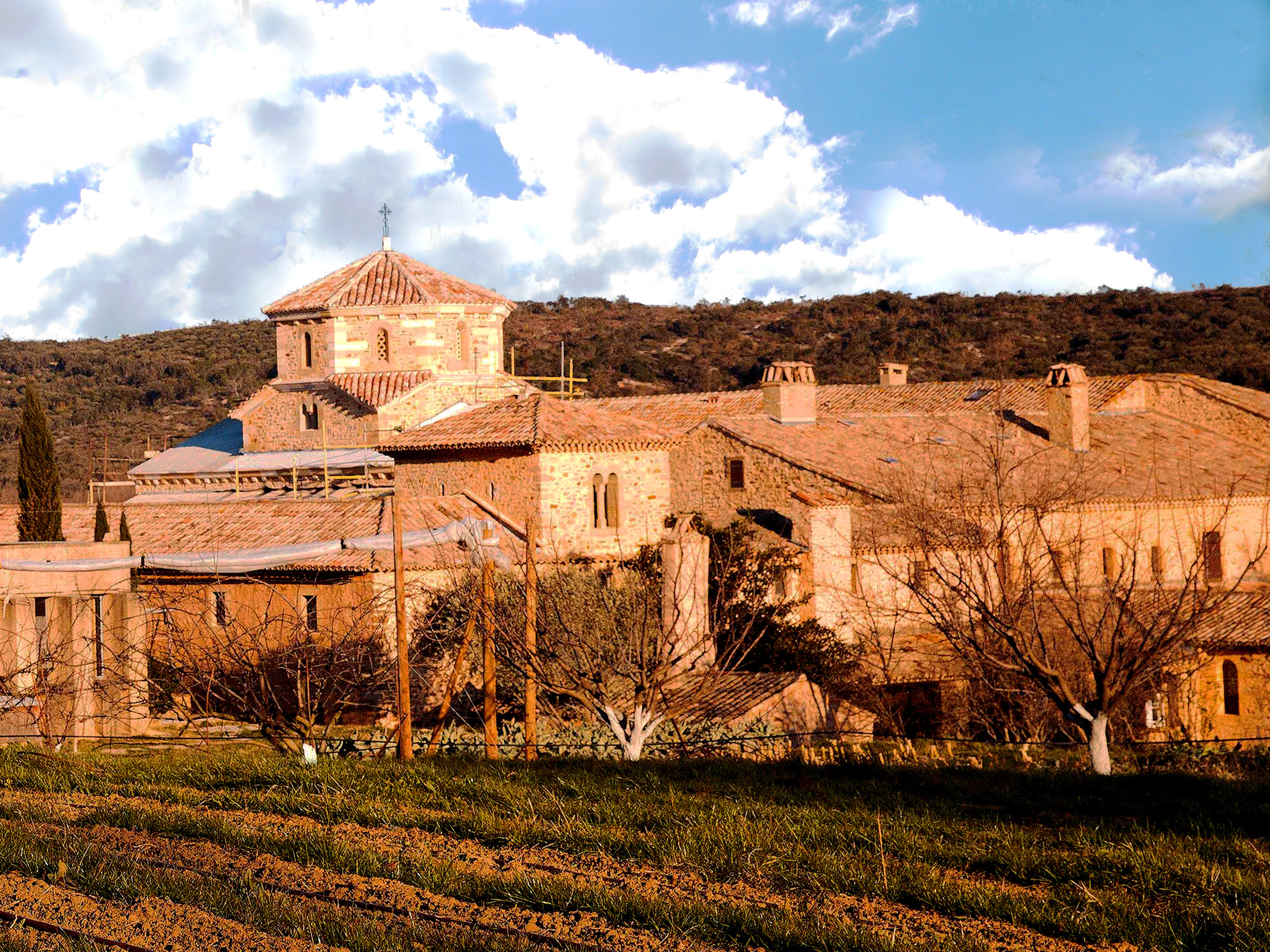
Kloster Solan

- Kirche
- Blick auf das Schloss
- Uhrenturm
- Kloster Solan